# Athina Kontou

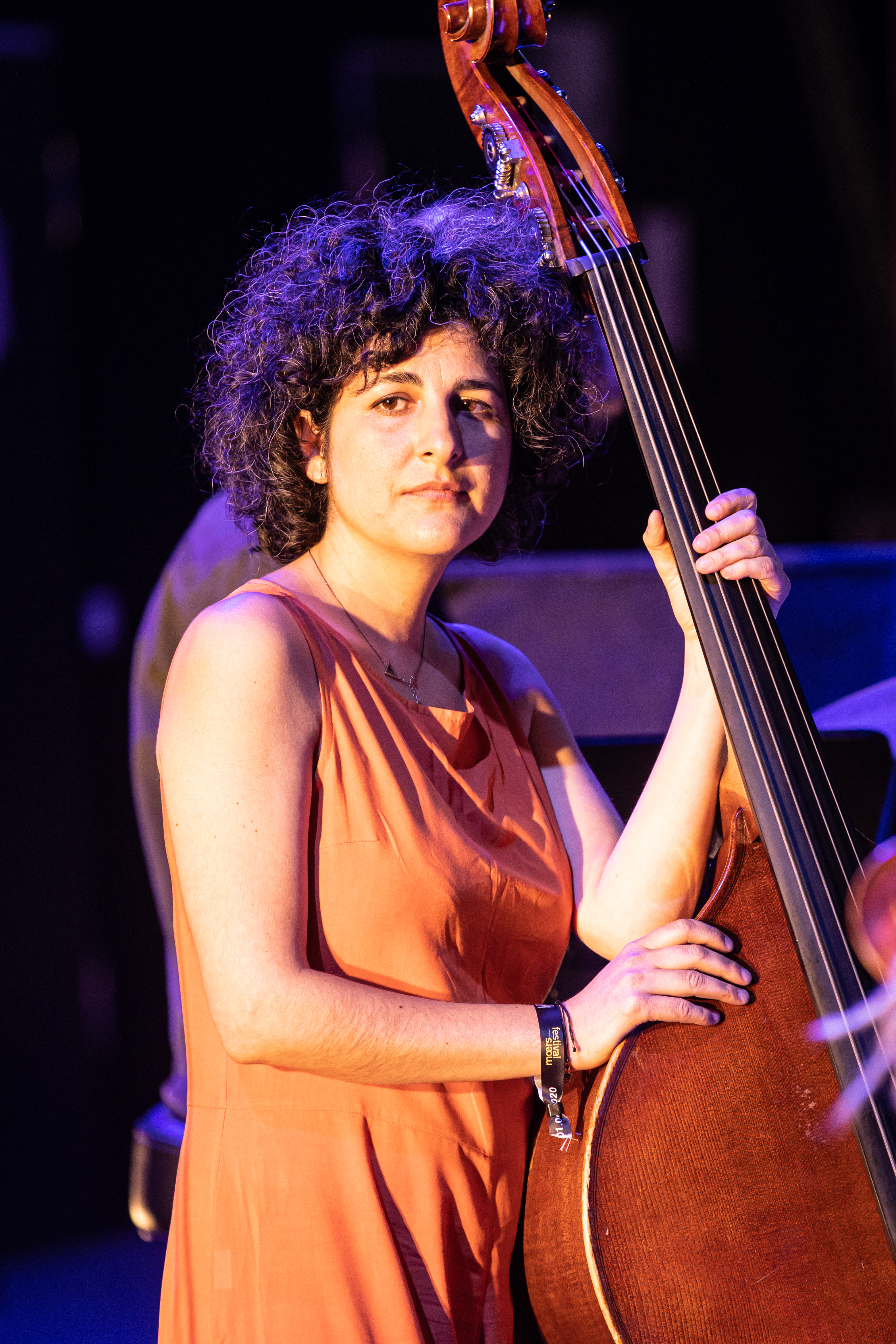
Athina Kontou beim Moers Festival 2020

Athina Kontou (* 1978 in Frankfurt am Main) ist eine griechisch-deutsche Jazzmusikerin (Kontrabass), die sich auch im Bereich der Weltmusik betätigt.

## Leben und Wirken
Athina Kontou wuchs als Tochter griechischer Eltern in Frankfurt am Main und Athen auf. Sie studierte Jazz-Kontrabass und E-Bass bei Manfred Bründl in Weimar und bei Pepe Berns in Leipzig und arbeitete seit 2011 in der deutschen Jazzszene mit dem Johannes Bigge Trio sowie im Bereich der Weltmusik mit Erik Manouz. 2014 gründete sie ihre eigene Band, in der sie die griechische Musikkultur mit der Klangsprache des Jazz verbindet. Mit der Band, der Kalliopi Skourtou (Gesang), Philipp Sebening (Saxophon), Johannes Bigge (Piano, Spinett) und Johannes Sens (Perkussion) angehörten, gastierte sie bereits auf dem Athens Technopolis Jazz Festival, dem Preveza Jazzfestival und dem MusikZeit Festival Leipzig. Seit 2022 ist sie vor allem mit ihrem Quartett Mother zu hören.
Außerdem begleitet sie die Sängerin Karolina Trybala im Ensemble Cannelle und wirkt in den Formationen Autochrom, Été Large um Luise Volkmann und Konglomerat sowie im Trio von Julia Kadel. 2016 begann sie zudem eine Zusammenarbeit mit der Autorin Nadja Grasselli: Bei dem Projekt HxH – Die Stadt (er)wartet begleitete sie die Lesung von Grassellis Text mit Soloimprovisationen auf dem Kontrabass. Auch gehört sie zum Quartett Trieders Holz von Conni Trieder.
2017 gewann sie mit ihrem Projekt Athina Kontou & Band den regionalen Weltmusikwettbewerb creole Mitteldeutschland.

## Diskographische Hinweise
- Konglomerat: Konglomerat (Resistant Mindz, 2015, mit Gustav Geißler, Luise Volkmann, Philip Theurer)
- Luise Volkmann, Été Large: Eudaimonia (Nwog Records, 2017, mit Gabriel Lemaire, Emmanuel Cremer, Benoît Joblot bzw. Jan Roth, Vincent Bababoutilabo, Johannes Bigge, Otis Sandsjö, Julian Schließmeyer, Fritz Mooshammer, Casey Moir, Laurin Oppermann)
- Johannes Bigge Trio: Imago (Nwog Records, 2018, mit Moritz Baumgärtner)
- Luise Volkmann Autochrom RGB (Nwog Records 2019, mit Max Santner)
- Athina Kontou Mother: Tzivaeri (Nwog Records 2022, mit Luise Volkmann, Lucas Leidinger, Dominik Mahnig sowie Epaminondas Ladas und Koray Berat Sarı)[6]